# Das Schiff der Verurteilten
Das Schiff der Verurteilten (OT: Botany Bay) ist ein US-amerikanischer Abenteuerfilm von 1953 unter der Regie von John Farrow. Die Verfilmung beruht auf James Norman Halls und Charles Bernard Nordhoffs Roman Botany Bay, erschienen in Boston 1941. Alan Ladd spielt einen zu Unrecht verurteilten Gefangenen, der sich mit dem skrupellosen Kapitän (James Mason) eines Sträflingsschiffes anlegt. Die weibliche Hauptrolle ist mit Patricia Medina besetzt.

## Handlung
Im Jahr 1787 wird der Medizinstudent Hugh Tallant, der im Newgate-Gefängnis in London einsitzt, für ein neues Programm ausgewählt, das helfen soll, der Überfüllung britischer Gefängnisse entgegenzuwirken. Zusammen mit weiteren Gefangenen wird er an Bord des Sträflingsschiffes „Charlotte“ gebracht, das die Strafkolonie in Botany Bay, New South Wales ansteuert. Auch weibliche Gefangene befinden sich auf dem Schiff, darunter die reizvolle Sally Munroe. An Bord befindet sich auch Nick Sabb, ein gerissener Hehler, der auf dem Schiff Sonderrechte genießt und schon wieder seinen Geschäften nachgeht. Kurz bevor die „Charlotte“ ablegt, erfährt Tallant, dass er begnadigt worden ist, da die 20.000 Pfund, die er geraubt hat, Teil einer Erbschaft sind und ihm tatsächlich zugestanden haben. Er wendet sich an Paul Gilbert, den Kapitän des Schiffes. Dieser verwehrt ihm jedoch, das Schiff zu verlassen. Tallant versucht zu fliehen und springt über Bord. Da er Fußeisen trägt, fängt man ihn jedoch schnell wieder ein. Zur Strafe erhält er 25 Peitschenhiebe und anschließend Salz in seine Wunden. Trotzdem will Tallant bei einem Zwischenstopp in Rio de Janeiro erneut versuchen, von Bord zu kommen und bietet für entsprechende Hilfe 1000 Pfund an. 
Als die Frauen auf Reverend Thynnes Fürbitte an Deck dürfen, kommt es zwischen ihnen zu einer wilden Schlägerei. Kapitän Gilbert greift hart durch und bestraft einige von ihnen exemplarisch. Sally bittet er in seine Kabine und macht ihr ein eindeutiges Angebot. Mit Hinweis auf Lord Callaham, den sie gut kenne und dem sie genauen Bericht erstatten solle, wie es an Bord zugehe, versucht die junge Frau sich aus der Affäre zu ziehen. Als Gilbert wissen will, was es mit dem Lord auf sich habe, meint sie leichthin, ach das wisse er nicht, das sei doch der Bruder seiner Frau Helen und die stecke wohl dahinter. Daraufhin verlässt sie Gilberts Kabine.
Als einer der Männer zusammengebrochen mit schwarzen Flecken auf der Haut aufgefunden wird und ein Mann der Crew behauptet, er habe die Pest, löst er damit Tumult unter Personal und Gefangenen aus. Tallant stellt jedoch fest, dass es sich lediglich um Skorbut handele. Der Kapitän reagiert trotzdem ungehalten und bestraft wiederum seinen Untergebenen Spencer, den er sowieso schon seit längerem im Auge hat. Kurz darauf lässt Gilbert Spencer und Tallant, während er mit Sally und dem Reverend zu Abend isst, zu sich rufen, um ihnen mitzuteilen, dass er von Tallants Fluchtplänen wisse und vermute, dass Spencer ihm dabei helfen wolle. Spencer sei ihm ja wohl sehr verpflichtet für die Behandlung seines Armes, konstatiert er. Da er annehme, dass weitere Personen an einem Fluchtplan beteiligt seien, werde er nicht Rio, sondern Kapstadt anlaufen und weitere Waffen an Bord nehmen. Das bedeute außerdem eine Kürzung der Rationen für alle auf dem Schiff. Dann ordnet er Einzelhaft an. Der kleine Nat Garth, der mit seiner Mutter an Bord ist, ist vom Kapitän unberechtigterweise ebenfalls in Einzelhaft genommen worden, und stirbt dort. Kurz nachdem das Kind eine Seebestattung erhalten hat, greift Nats Mutter Nellie den Kapitän mit einem Messer an. Dafür will er sie hängen sehen. Mrs. Garth selbst ist verletzt und wird in einem leeren Rumfass versteckt. Der Kapitän soll denken, dass sie zusammen mit Hugh Tallant geflohen ist. Tallant meint, man solle sie verstecken, bis das Schiff in Botany Bay sei, da könne man mit Gouverneur Phillips sprechen. Er habe gehört, das sei ein sehr gerechter Mann. 
Tallant und Spencer stiften Verwirrung auf dem Schiff, indem sie alte Lumpen anzünden, um in dem allgemeinen Tohuwabohu zu entkommen. Die „Charlotte“ folgt ihnen jedoch und man nimmt sie wieder gefangen. Kapitän Gilbert hat sich für die Ausreißer eine besonders schlimme Folter ausgedacht und ordnet an, dass Tallant und Spencer mittels Kielholen bestraft werden. Die Mannschaft ist entsetzt, wagt sich aber nicht zu widersetzen. Der Reverend will wissen, was Kielholen genau sei. Man erklärt es ihm und lässt ihn wissen, dass das von hundert Männern höchstens einer überlebe. Der Kapitän hat offensichtlich Spaß daran, die Prozedur mehrmals zu wiederholen. Erst das Eingreifen Sallys und des Reverends lässt ihn Einhalt gebieten. Für Spencer ist es aber schon zu spät, er ist tot. 
Dann endlich erreicht man Botany Bay. Wie sich herausstellt, weiß Gilbert sehr wohl, dass auch Mrs. Garth noch an Bord ist. Der Gouverneur hört sich nicht nur an, was der Kapitän zu sagen hat, sondern auch, was die anderen Beteiligten dazu meinen. Er ordnet an, dass sowohl Tallant als auch Nellie Garth ein faires Gerichtsverfahren erhalten werden und bis dahin genauso zu behandeln sind, wie alle anderen Gefangenen, die mit dem Schiff angekommen sind. Kurz darauf spricht der Gouverneur Tallant an, dass man Männer wie ihn in dem neu aufzubauenden Land brauche und bietet ihm eine Assistenzstelle als Arzt an. Gilbert, der von Sally wiederum abgewiesen wird, weiß, dass sie Tallant liebt, was seinen Hass auf diesen noch weiter schürrt. Er will ihn um jeden Preis loswerden und schmiedet den Plan, ihn wegen Meuterei vors Seegericht in London zu bringen. Ein Grund, ihn mit zurückzunehmen! Da dem Gouverneur insoweit die Hände gebunden sind, muss Tallant sich selbst helfen. Ihm ist klar, dass er die „Charlotte“ nicht lebend verlassen wird. Es kommt zu einem letzten Kampf zwischen Gilbert und seinen Leuten sowie Tallant und seinen Mitstreitern und es sieht ganz so aus, als erreiche der skrupellose Mann doch noch sein Ziel, Tallant hängen zu sehen. Dann begehen die Männer auf Gilberts Befehl hin jedoch den Fehler, die Eingeborenen anzugreifen und werden von diesen mit Pfeilen bombardiert. Einer dieser Pfeile durchbohrt Gilberts Brust. 
Tallant stellt bei einigen Leuten der „Charlotte“ Pest fest, woraufhin Gouverneur Phillips Quarantäne über das Schiff verhängt. Es gelingt Tallant, die Krankheit in den Griff zu bekommen und die Leute zu heilen. Er und alle Gefangenen des Schiffes werden begnadigt und erhalten die Freiheit. Tallant erzählt Sally davon, dass er die Möglichkeit habe, nach England zurückzukehren, sich aber entschlossen habe zu bleiben – mit ihr zusammen.

## Produktion und Hintergrund
Charles Nordhoffs und James Norman Halls Roman wurde vom 27. September bis 1. November 1927 in der Saturday Evening Post veröffentlicht. Laut Hollywood Reporter News hatte Paramount Pictures die Rechte an der Geschichte im August 1941 für Verfilmungszwecke gekauft. Nordhoff und Hall schrieben bereits die beliebte Bounty-Trilogie. 
Die Filmaufnahmen begannen im Dezember 1951 und endeten Mitte Februar 1952. Einleitend wird der Zustand in den Gefängnissen im England des 18. Jahrhunderts ausführlich geschildert und König Georges III. Plan erläutert, Sträflinge nach New South Wales zu schicken. „[…] Deshalb waren die Gefängnisse überfüllt und man deportierte die Gefangenen in ein neu entdecktes Land, das auf der anderen Seite des Globus lag, nach Neusüdwales, das heute als Australien bekannt ist. Auf Befehl seiner Majestät des Königs von England, George des Dritten, segelte die erste Flotte am 13. Mai 1787. Ihr Bestimmungsort: Botany Bay. Ihre Passagiere: etwa achthundert Verurteilte aus verschiedenen Gefängnissen Englands.“ 
Der Film hatte am 28. Oktober 1953 Premiere in New York. Am 29. Oktober 1953 startete er dann in weiteren Kinos der USA.
Für Alan Ladd war dies sein letzter Film für Paramount, wo er jahrelang unter Vertrag stand. Für Jonathan Harris, einen beliebten Fernseh-Charakterdarsteller, stellte der Film sein Spielfilmdebüt dar.
Die Galionsfigur am Bug des Schiffes ist Körper und Gesicht von Jan Sterling nachempfunden.

## Kritik
Das Lexikon des internationalen Films kleidete seine Kritik in folgende Worte: „Rauhe Abenteuer für Liebhaber blutigen Meerwassers und stürmischer Leidenschaften.“
Bosley Crowther von der New York Times erwartete eine „Meuterei auf der Bounty“, zumal die Filmhandlung auf einem Roman von Charles Nordhoff und James Norman Hall beruht, die auch schon die Geschichte von der Meuterei auf der Bounty geschrieben hatten. Der Kapitän sei ebenso tyrannisch und unerbittlich wie der berüchtigte Captain Bligh und James Masons dichtes Spiel spiegele die dunkle und böswillige Grundstimmung gut wider. Mr. Mason könne durchaus mit Charles Laughtons Spiel mithalten. Crowthers Fazit lautet dennoch, dass diese Verfilmung an die ‚Meuterei auf der Bounty‘ nicht heranreichen könne. Das Pulver werde zwar angezündet, aber es zünde nicht. Das sei schade, denn das allgemeine Klima an Bord des Sträflingsschiffs sei hübsch inszeniert und durch das malerische Spiel einiger kleinerer Rollen gefärbt.